# Anstein Mykland
Anstein Mykland, né le 5 août 1974 à Kristiansand, est un biathlète norvégien.

## Biographie
Mykland fait son apparition dans la Coupe du monde lors de la saison 2000-2001, y marquant ses premiers points. 
Il obtient son meilleur résultat en Coupe du monde en 2004, avec une dixième place à la poursuite de Beitostølen. En 2004, il est aussi médaillé d'argent aux Championnats d'Europe en relais.

## Palmarès

### Coupe du monde
- Meilleur classement général : 60e en 2001.
- Meilleur résultat individuel : 10e.

#### Classements annuels
| Année | Classement général final |
| 2001  | 60e                      |
| 2005  | 67e                      |
| 2006  | 66e                      |

### Championnats d'Europe
- Médaille d'argent du relais en 2004.